# Abdallah und sein Esel
Abdallah und sein Esel ist ein vom Hessischen Rundfunk produziertes und am 26. Juni 1985 im Ersten Deutschen Fernsehen erstmals ausgestrahltes Marionetten-Spiel der Augsburger Puppenkiste.

## Handlung
Der in Bagdad lebende geizige Gemüsehändler Abdallah schimpft eines Tages über seinen Esel Rumswiddel, nachdem er eigentlich zufrieden vom Markt zurückkam und einige Ärgernisse in Folge passieren. Der sprechende Rabe Turban hört die Klagen und verrät Abdallah, dass der Esel einen bestimmten Kürbis im Garten des Händlers fressen muss, um den Verstand eines Menschen zu erlangen. Der Versuch gelingt. Rumswiddel kann fortan sprechen und zeigt sich in vielen Belangen vernünftiger als sein Besitzer. Auf dem Markt hilft er sogar, die Diebe Murad und Aziz dingfest zu machen. Beide müssen zur Strafe bei Abdallah arbeiten und sollen einen neuen Stall für den Esel errichten. Als der Gemüsehändler gerade Bauholz besorgt, macht sich der Gefängnisaufseher Kadir an Abdallahs geheimen Weinvorräten zu schaffen. Volltrunken lässt er daraufhin die beiden Räuber frei.
Auf einen Ratschlag von Rumswiddel hin gelangt Abdallah an die Eier der Hühnern seiner Nachbarin Zuleima, nachdem diese ihm zuvor immer wieder die Hühner fortgelockt und die Eier behalten hatte. Er verkauft die Eier zu Zuleimas Ärger auf dem Markt verkauft, woraufhin die Schöne beschließt, ihn zu heiraten, wodurch sie zugleich ihre Gärten vereinen können. Kurz darauf besucht Turban Abdallah und erkundigt sich nach Rumswiddel. Auf die Bemerkung des Händlers, dass das Tier manchmal etwas zu vorwitzig ist, verweist der Rabe auf eine bestimmte Kohlrübe im Garten, deren Verzehr den Betreffenden in ein einfältiges Kamel verwandelt. Zuleima isst das Gemüse trotz der Warnungen Abdallahs, nimmt tatsächlich Tiergestalt an und verhält sich wie prophezeit nicht allzu klug. Kurz darauf wird die verwandelte Zuleima von Murad gestohlen und zum Räuberhauptmann Sidi Rotbart geschafft. Dieser befiehlt seinen Leuten, eine Karawane zu überfallen und bleibt zunächst mit der verzauberten Zuleima allein in seinem Lager.
Turban berichtet Abdallah, dass nur eine Kohlrübe die Verwandlung rückgängig machen kann. Allerdings hat die Verzauberte aufgrund der Ereignisse nun eine Abneigung gegen dieses Gemüse. Beide begeben sich ins Räuberlager, wo Sidi seit drei Tagen vergeblich versucht, auf dem störrischen Kamel davon zu reiten. Beide leiden mittlerweile an Hunger und Durst. Zuleima lässt sich dadurch von ihrem Mann bewegen, in die verhasste Kohlrübe zu beißen. Der Zauber wird tatsächlich gebrochen und sie nimmt wieder ihre menschliche Gestalt an. Sidi, der das Geschehen kaum realisiert hat, bittet auch um ein Stück Kohlrübe. Durch dessen Verzehr wird er nun selbst zum Kamel. Das Paar reitet auf ihm nach Hause. Dort hat sich Rumswiddel mittlerweile darum gekümmert, dass die Hühner Küken ausbrüten und die Hähne den Garten pflegen.

## Hintergrund
Der Film basiert auf einem Kinderbuch von Käthe Olshausen-Schönberger, zu dem auch ein prämiertes Hörspiel aus dem Jahr 1953 existiert. Das Werk wurde ein Jahr später erstmals durch die Augsburger Puppenkiste verfilmt und lief dort ab 1980 auch regelmäßig auf der Bühne. Für die 1984 produzierte und 1985 ausgestrahlte Version wurden die Rollen der Synchronsprecher geändert, z. B. sprach nicht mehr Sepp Wäsche, sondern Ernst Herbert Hilbich den Abdallah.
Die Verfilmung besteht aus zwei Handlungsebenen. Zum einen ist das eigentliche Marionettenspiel zu sehen, zum anderen blendet die Kamera zwischen den Szenen auf die Zuschauer im Theater der Puppenkiste, die sich das Stück auf der Bühne ansehen. In der Pause dürfen zwei der Besucher, gespielt von den Ensemblemitgliedern Ariane Roggen und Katinka Goertz, einen Blick hinter die Kulissen werfen.
Ein Running Gag des Filmes ist, dass Abdallah am Ende der meisten Szenen entweder sein Glück bejubelt oder sein Pech beklagt.
2009 erschien das Werk auf DVD.

## Synchronisation (Auswahl)
| Rolle                              | Stimme                  |
| ---------------------------------- | ----------------------- |
| Abdallah                           | Ernst Herbert Hilbich   |
| Esel Rumswiddel                    | Herbert Meyer           |
| Rabe Turban                        | Peter Schmidt-Pavloff   |
| Zuleima                            | Ariane Roggen           |
| Räuber Murad                       | Dieter Goertz           |
| Räuber Aziz                        | Arno Bergler            |
| Kadi Abdul, der Richter von Bagdad | Sepp Wäsche             |
| Gefängnisaufseher Kadir            | Hanns-Joachim Marschall |
| Sidi Rotbart                       | Gerhard Jentsch         |
| Kuppler Zelim                      | Sepp Strubel            |